# Nord Express

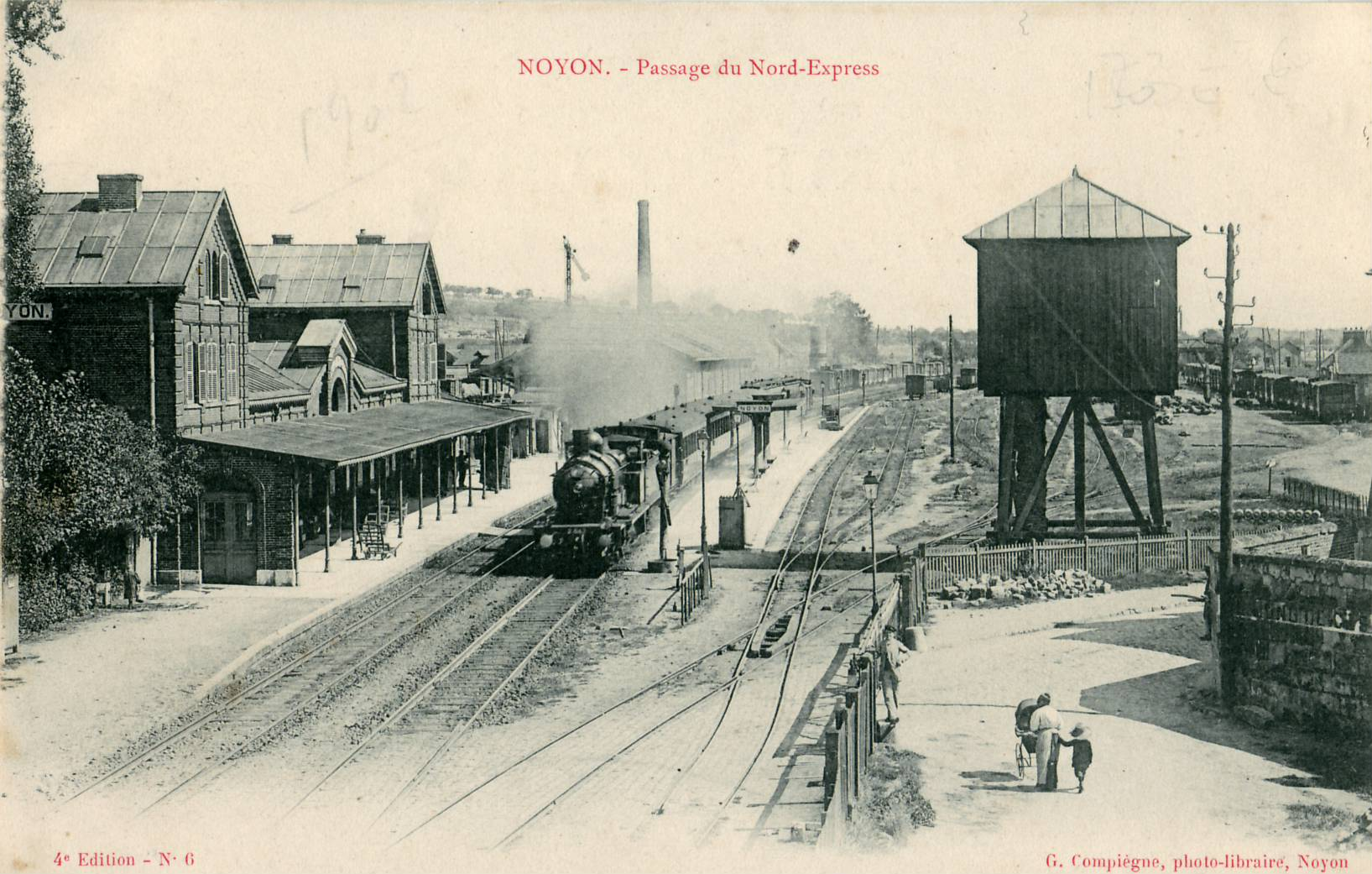
El Nord Express pasando por la estación francesa de Noyon a principios del.

El Nord Express (Northern Express) fue un tren expreso internacional de larga distancia que durante más de un siglo conectó París con Rusia primero y luego con Polonia, los países bálticos y Escandinavia . En su apogeo antes de la Primera Guerra Mundial, fue considerado el último tren de lujo en Europa .
Introducido en 1896 por la Compagnie Internationale des Wagons-Lits, que operaba coches cama, coches restaurante y trenes de lujo en toda Europa, incluido el Orient Express, conectaba París y San Petersburgo . Después de la Primera Guerra Mundial y la Revolución Rusa, la ruta del tren se acortó a Varsovia y Riga en lugar de San Petersburgo. Y después de la Segunda Guerra Mundial, la " cortina de hierro " desvió la ruta del tren hacia Estocolmo y Oslo, hasta que los viajes aéreos provocaron el fin de este famoso tren.
Aunque el Nord Express ha recibido significativamente menos atención que el Orient Express, es uno de los trenes de lujo más conocidos de la CIWL y ha aparecido en varias obras artísticas.

## Historia

### Fondo

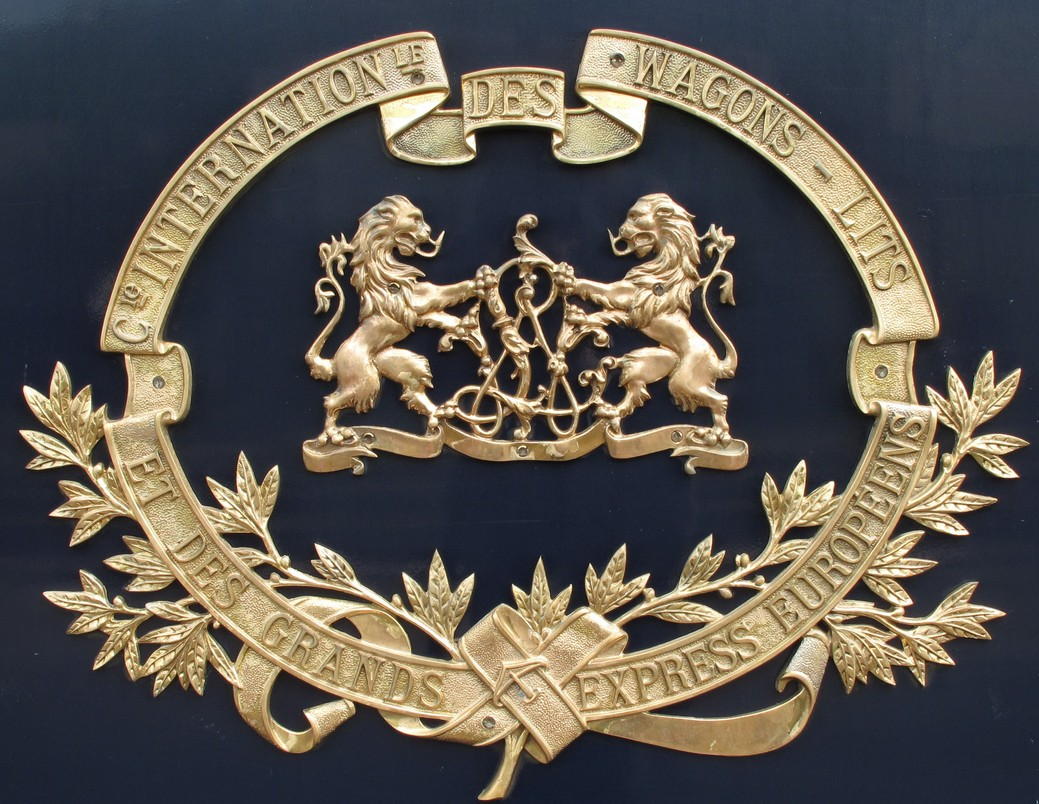
Logotipo de la CIWL.

En 1874, el ingeniero civil y empresario ferroviario belga Georges Nagelmackers fundó la Compagnie Internationale des Wagons-Lits (lit. International Sleeping-Car Company, también CIWL ). El propósito era establecer una red de lujosos trenes de pasajeros de larga distancia en todo el continente europeo inspirados en los trenes nocturnos Pullman de los Estados Unidos . Como una de estas conexiones de tren, la CIWL quería establecer un enlace transcontinental directo entre San Petersburgo y Lisboa para conectar con transatlánticos a América . Sin embargo, este concepto resultó demasiado complejo y no pudo realizarse. A su vez, surgieron dos conexiones separadas: el Sud Express de París a Lisboa y el Nord Express de París a San Petersburgo.

### Antes de la Primera Guerra Mundial

Ruta del Nord Express antes de la Primera Guerra Mundial. Las conexiones a Londres, Sud Express y Transsiberian Express están en negro.

El 9 de mayo de 1896, el Nord Express partía por primera vez desde la capital francesa hacia la rusa. Este servicio de trenes permitió a las personas viajar por Europa de una manera muy rápida y cómoda, según los estándares de la época. Para el funcionamiento del Nord Express, la CIWL tuvo que cerrar contratos y acuerdos de horarios con catorce administraciones ferroviarias, incluidas nueve administraciones prusianas, así como el servicio de ferry a través del Canal de la Mancha entre Dover y Ostende .
El tren salió de París y Ostende (con conexión desde Londres ) y viajó vía Bruselas, Colonia, Hanover, Berlín, Königsberg (ahora Kaliningrado ) y Dvinsk (ahora Daugavpils ) a San Petersburgo . Los pasajeros hacia y desde Rusia tuvieron que cambiar una vez en Prusia Oriental en la frontera entre Alemania y Rusia porque las vías férreas rusas tienen un ancho de vía más ancho que las de Europa Occidental . En París había un servicio de conexión con el Sud Express (Expreso del Sur) a Lisboa .

### Período de Entreguerras

Ruta del Nord Express y sus autocares y conexiones entre 1925 y 1939.

Después de la Primera Guerra Mundial y la Revolución Rusa, la ruta del tren se acortó a Varsovia y Riga en lugar de San Petersburgo.

### Período de posguerra

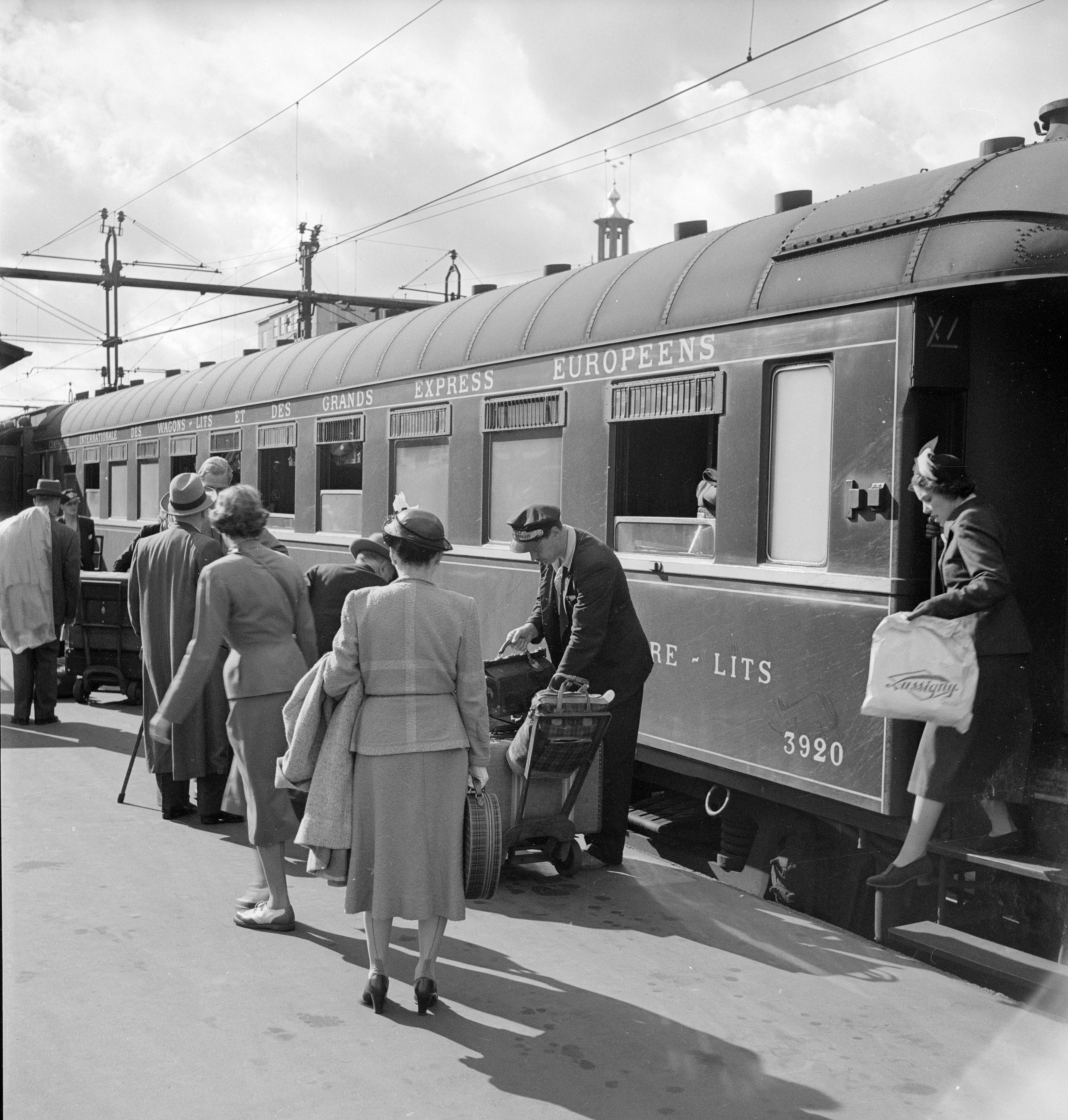
El Nord Express en la Estación Central de Estocolmo en la década de 1940.

Después de la Segunda Guerra Mundial, el " telón de acero " dividió a Europa, y la ruta del tren nocturno, inicialmente de lujo y desde 1951, se desvió aún más desde París, pasando por Hamburgo y Copenhague, hasta Estocolmo y Oslo .
La irrupción del transporte aéreo y del tren de alta velocidad supuso el fin de este famoso tren. En 2007 se acortó aún más y corrió entre París y Hamburgo, tardando 10,5 horas.

## En las artes
El Nord Express ha recibido mucha menos atención que el Orient Express . Sin embargo, es uno de los trenes de lujo más conocidos de CIWL y ha aparecido en varias novelas y películas:
- La novela policiaca de Georges Simenon El extraño caso de Peter the Lett (1931) comienza con la llegada del Nord Express a la Gare du Nord de París. Es la primera novela que presenta al inspector Jules Maigret, quien luego aparecería en más de cien historias de Simenon y quien se ha convertido en una figura legendaria en los anales de la ficción detectivesca.
- Vladimir Nabokov describe en el séptimo capítulo de Speak, Memory cómo viajó en el Nord Express desde San Petersburgo a Francia para pasar unas vacaciones en 1906.
- La película de Alfred Hitchcock Strangers on a Train (1951),[2] fue traducida al francés como "L'inconnu du Nord-Express" (El hombre desconocido en el Nord-Express).
- La película animada de 20th Century Fox, Anastasia (1997) mencionó que el tren viajaba de San Petersburgo a París, lo que probablemente se refería al Nord Express.

### Citas
1. ↑  For a short history of the company, see Behrend, Georges, "The History of the Wagons-Lit, 1876-1955", Modern Transport Publishing Co., 1959.
2. ↑  «Strangers on a Train (1951)». Internet Movie Database. Consultado el 5 de marzo de 2008.